# Scheven
Scheven ist ein Dorf in der Nordeifel im Kreis Euskirchen und gehört zur Gemeinde Kall. Es gliedert sich in Ober- und Niederscheven und hat rund 550 Einwohner.

## Geschichte

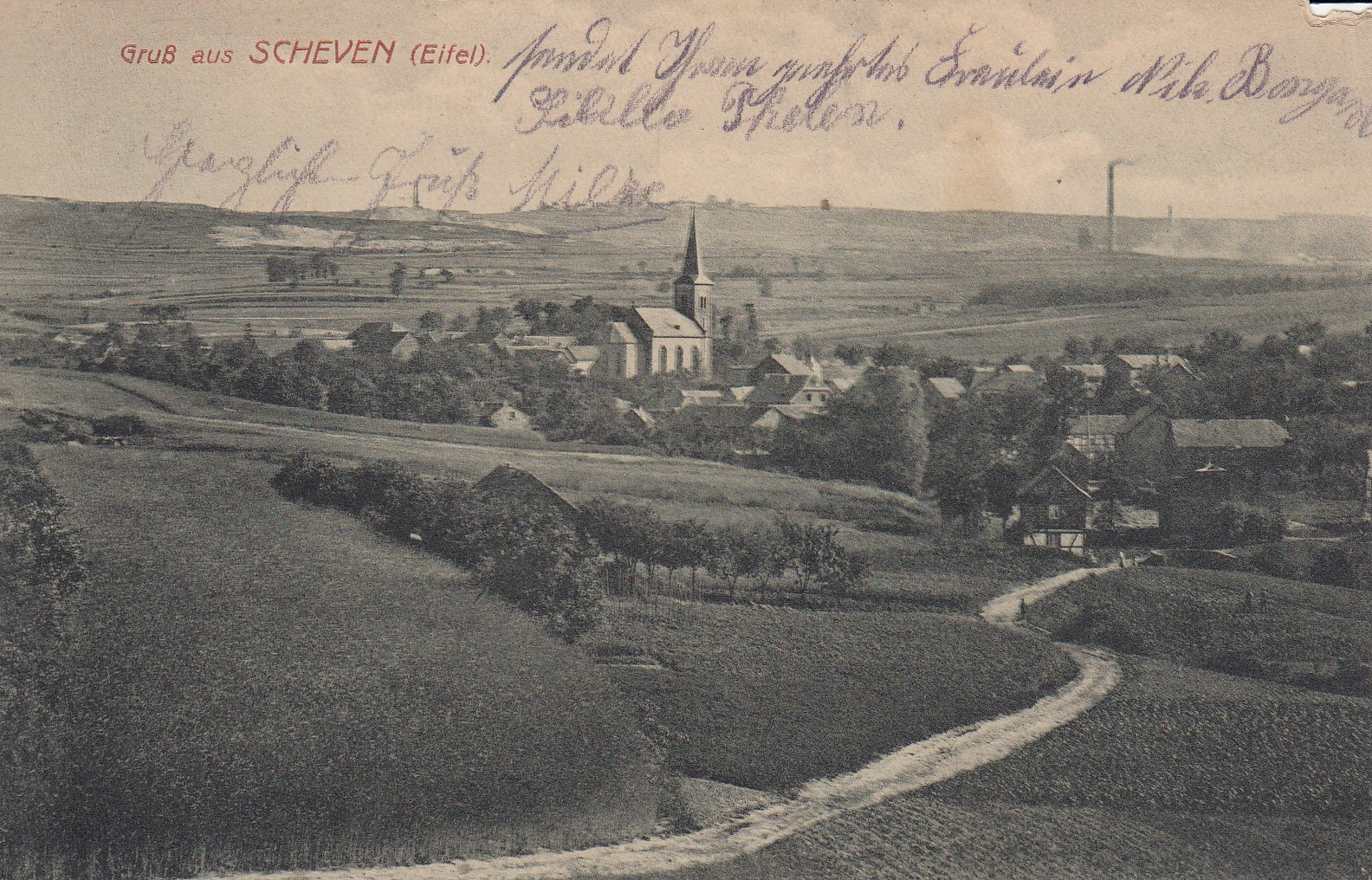
Historische Postkartenansicht 1913

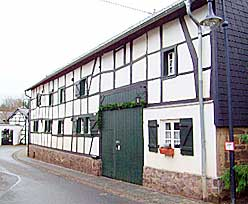
Eines der ältesten Traufhäuser in der Eifel im Dorf Scheven

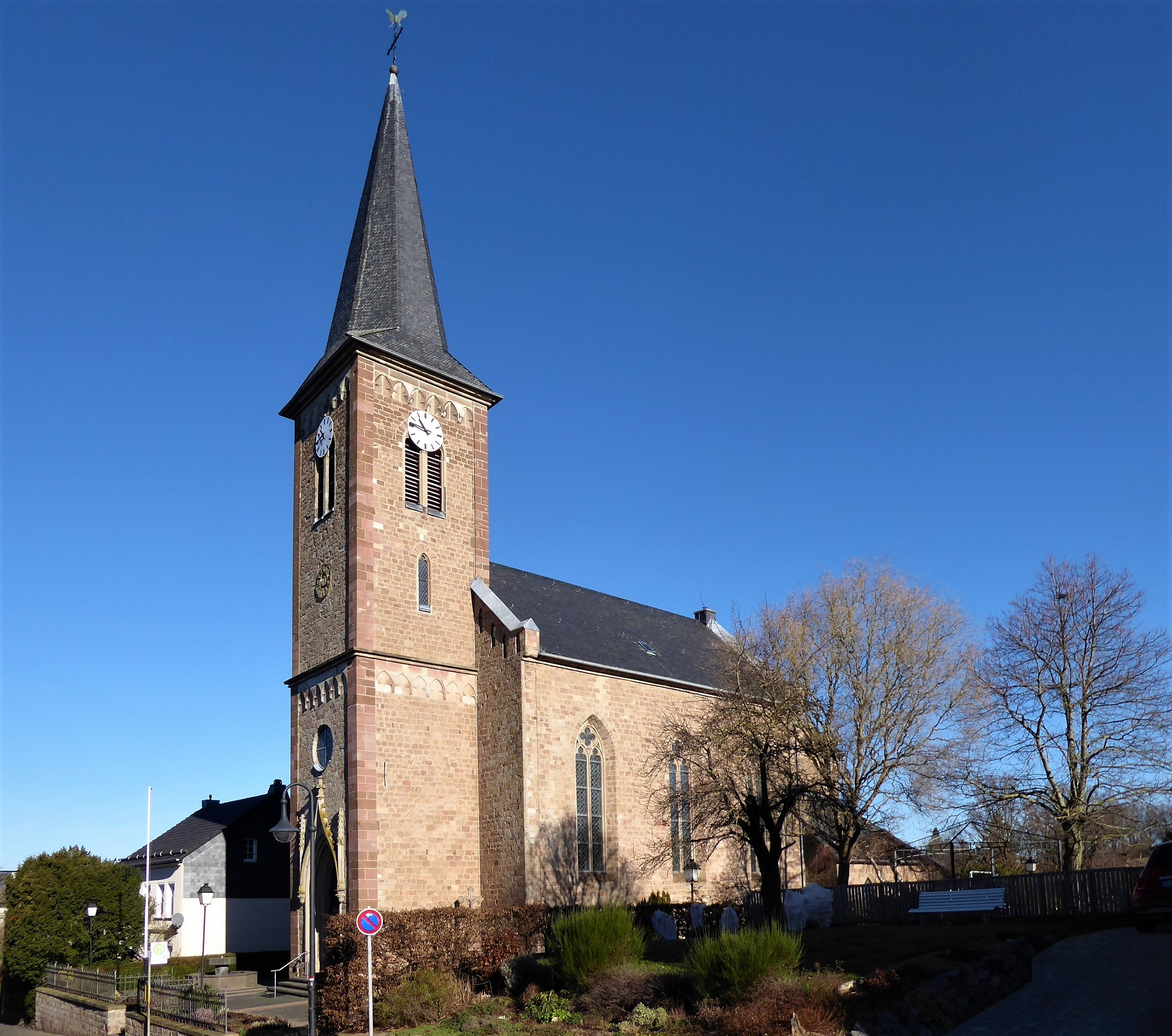
Kirche St. Apollinaris und Agatha

Scheven war ursprünglich ein mittel- und kleinbäuerlich geprägter Ort, was an den Wirtschaftsgebäuden der ehemaligen landwirtschaftlichen Betriebe erkennbar ist. Heute existieren noch zwei Landwirtschaften.
Die im Jahr 1861 vollendete neogotische Kirche St. Apollinaris und Agatha wurde von den Schevenern mit eigenen Mitteln seit 1857 gegenüber der 1827 gebauten ehemaligen Schule errichtet. Kirchenpatrone sind St. Apollinaris und St. Agatha.
Scheven weist sehr viele gut erhaltene Fachwerkhäuser auf, die zum Großteil unter Denkmalschutz stehen.
Mittelpunkt und Treffpunkt für viele Veranstaltungen aller Art in Scheven ist heute der „Saal op de Kier“, in dem auch die Karnevalsgesellschaft ihre Veranstaltungen abhält. Zum rheinischen Karneval gehören natürlich auch in Kall-Scheven die Prinzenproklamation und Prunksitzung unter der Leitung des Elferrats und der große Umzug am Karnevalsdienstag.
Außerdem gibt es im Dorf Scheven noch einen Reiterhof mit Pension, einen Geschenkeladen, eine Gaststätte mit Pension, eine Großgärtnerei, einen Kindergarten, einen Friseur und eine Töpferei.
In der Schmiedegasse findet man eines der ältesten zweigeschossigen Fachwerk-Traufhäuser der Eifel aus dem 18. Jahrhundert mit einem schön angelegten Innenhof. Dort wohnen auch der Künstler und Meisterschüler von Joseph Beuys Jürgen Schmitt und die Schriftstellerin Marion Schmitt.

## Verkehr

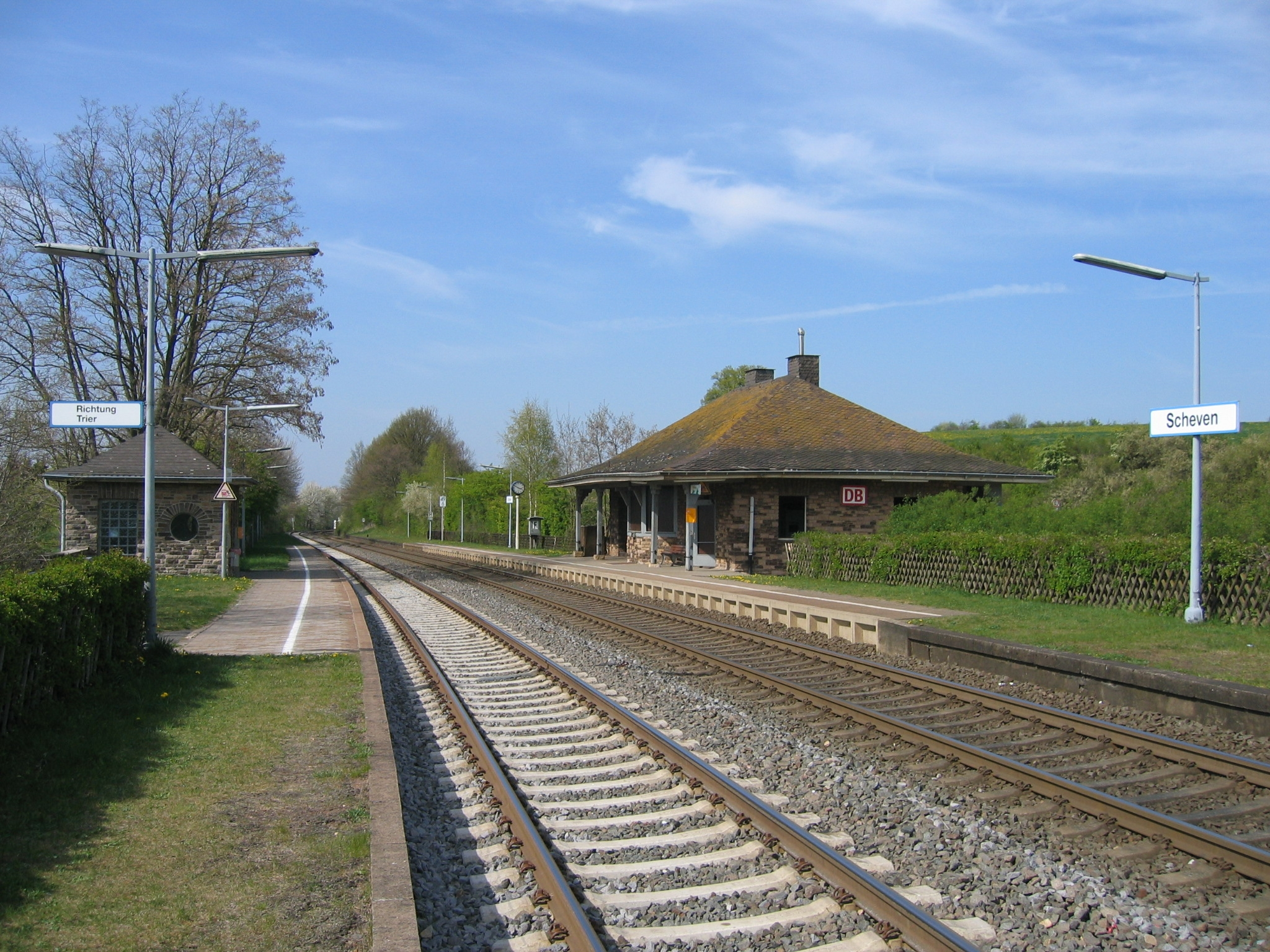
Eifelbahn-Haltepunkt Scheven

Der Haltepunkt Scheven liegt an der Eifelstrecke (Köln – Euskirchen – Gerolstein – Trier), auf der im Schienenpersonennahverkehr die gleichnamige RegionalBahn 24 Köln – Euskirchen – Kall, in der HVZ bis Gerolstein verkehrt. Durchgeführt wird der Schienenpersonennahverkehr von der DB Regio NRW, die für die Eifel-Bahn Diesel-Triebwagen der DB Baureihe 644 in Ein- bis Dreifachtraktion für Geschwindigkeiten bis zu 120 km/h einsetzt.
| Linie | Verlauf | Takt                                               |
| ----- | --- | -------------------------------------------------- |
| RB 24 | Eifel-Bahn: Köln Messe/Deutz – Köln Hbf – Köln West – Köln Süd – Hürth-Kalscheuren – Brühl-Kierberg – Erftstadt – Weilerswist – Weilerswist-Derkum – Euskirchen-Großbüllesheim – Euskirchen – Satzvey – Mechernich – Scheven – Kall (– Urft (Steinfeld) – Nettersheim – Blankenheim (Wald) – Schmidtheim – Dahlem (Eifel) – Jünkerath – Lissendorf – Oberbettingen-Hillesheim – Gerolstein) (aufgrund von Hochwasserschäden längerfristig im Schienenersatzverkehr zwischen Kall und Gerolstein) Stand: April 2023 | 60 min (Köln–Kall) einzelne Züge (Kall–Gerolstein) |

Für den gesamten Öffentlichen Personennahverkehr (ÖPNV) gilt der Tarif des Verkehrsverbundes Rhein-Sieg (VRS) und tarifraumüberschreitend der NRW-Tarif.
Die VRS-Buslinie 805 der RVK, die als TaxiBusPlus nach Bedarf verkehrt, stellt den Personennahverkehr mit den angrenzenden Orten und Kall sicher. Zusätzlich verkehren einzelne Fahrten der auf die Schülerbeförderung ausgerichteten Linie 898.
| Linie | Betreiber | Verlauf |
| ----- | --------- | --- |
| 805   | RVK       | MiKE / AST-Verkehr: Kall Bf – Kall Heistert – Wallenthalerhöhe – Wallenthal – Scheven – Dottel                                                   |
| 898   | Schäfer   | Wallenthal ← Scheven ← Kalenberg – (Scheven → Wallenthal →) / (→ Strempt → Lückerath) – Denrath – Roggendorf – Mechernich Bf → Mechernich Feytal |

## Auszeichnungen
- 2006: Bronzeplakette beim Landeswettbewerb Unser Dorf soll schöner werden
- 2020: Das Dorf Scheven erhielt beim Wettbewerb „Unser Dorf hat Zukunft“ die Bronze Urkunde.

## Mit Scheven verbunden
- Bertram Pohl (1871–nach 1932), Offizier und Politiker, Mitglied des Preußischen Landtags, geboren in Scheven.
- Jürgen Schmitt (* 1949), Künstler, lebt und arbeitet in Scheven.
- Marion Schmitt (* 1959), Schriftstellerin, lebt und arbeitet in Scheven.
- Rolf Schumacher (* 1961), Bürgermeister von Alfter, in Scheven aufgewachsen.[2]